# 턱시도

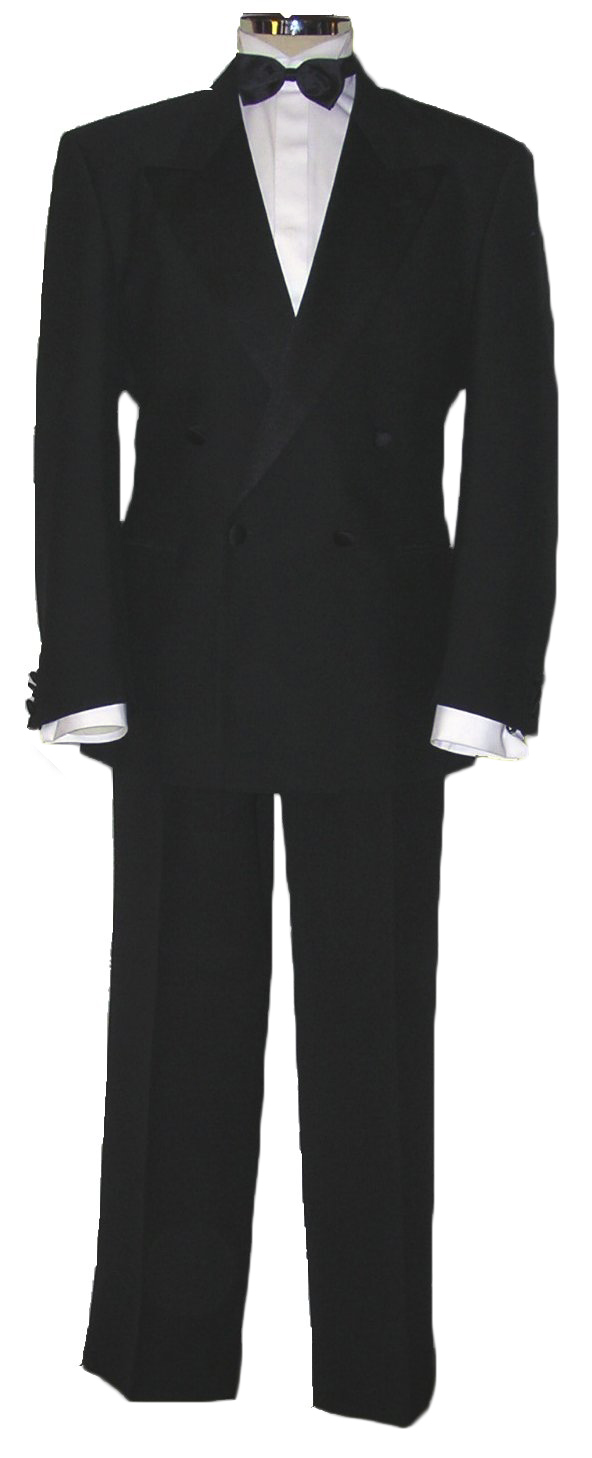
턱시도

턱시도(영어: tuxedo)는 남성의 예복 중 하나로, 본래는 야간에만 착용하는 옷이다. 또한 야간의 예복인 연미복보다 약식인 것으로 알려져 있다. 그리고 콩쿨, 등등 다른 곳에서도 사용된다.
블랙 타이라고도 한다.

## 같이 보기
- 슈트
- 연미복